# Super Bowl VI
El Super Bowl VI fue la 6.ª edición del juego por el campeonato de fútbol americano de la National Football League y se disputó el 16 de enero de 1972 en el Tulane Stadium de New Orleans, Luisiana. Los Dallas Cowboys, campeones de la NFC (14–3) derrotaron a los Miami Dolphins, campeones de la AFC (12–4–1) por marcador de 24–3, para lograr así su primer título de Super Bowl.
Los Cowboys dominaron completamente el encuentro, imponiendo récords de Super Bowl para más yardas recorridas (252), más primeros y dieces (23), menos yardas permitidas en total (185), y menos puntos recibidos (3). Los Cowboys siguen siendo el único equipo que ha mantenido a su oponente sin anotar un touchdown en juegos de Super Bowl.
El quarterback de Dallas y exganador del trofeo Trofeo Heisman, Roger Staubach, completó 12 de 19 pases para 119 yardas, lanzó 2 pases para touchdown, corrió 5 veces para 18 yardas, y fue nombrado el jugador más valioso. Además, Staubach se convirtió en el primer quarterback del equipo vencedor en Super Bowl en jugar el partido completo.

## Alineaciones titulares
| Miami           | Posición   | Dallas          |
| --------------- | ---------- | --------------- |
| Ofensiva        |            |                 |
| Paul Warfield   | WR         | Bob Hayes       |
| Doug Crusan     | LT         | Tony Liscio     |
| Bob Kuechenberg | LG         | John Niland     |
| Bob DeMarco     | C          | Dave Manders    |
| Larry Little    | RG         | Blaine Nye      |
| Norm Evans      | RT         | Rayfield Wright |
| Marv Fleming    | TE         | Mike Ditka      |
| Howard Twilley  | WR         | Lance Alworth   |
| Bob Griese      | QB         | Roger Staubach  |
| Larry Csonka    | FB         | Walt Garrison   |
| Jim Kiick       | RB         | Duane Thomas    |
| Defensiva       |            |                 |
| Jim Riley       | LE         | Larry Cole      |
| Manny Fernandez | LDT        | Jethro Pugh     |
| Bob Heinz       | RDT        | Bob Lilly       |
| Bill Stanfill   | RE         | George Andrie   |
| Doug Swift      | LOLB       | Dave Edwards    |
| Nick Buoniconti | MLB        | Lee Roy Jordan  |
| Mike Kolen      | ROLB       | Chuck Howley    |
| Tim Foley       | LCB        | Herb Adderley   |
| Curtis Johnson  | RCB        | Mel Renfro      |
| Dick Anderson   | SS         | Cornell Green   |
| Jake Scott      | FS         | Cliff Harris    |
| Staff           |            |                 |
| Don Shula       | Entrenador | Tom Landry      |

- Jugador más valioso